# Mosche Altman

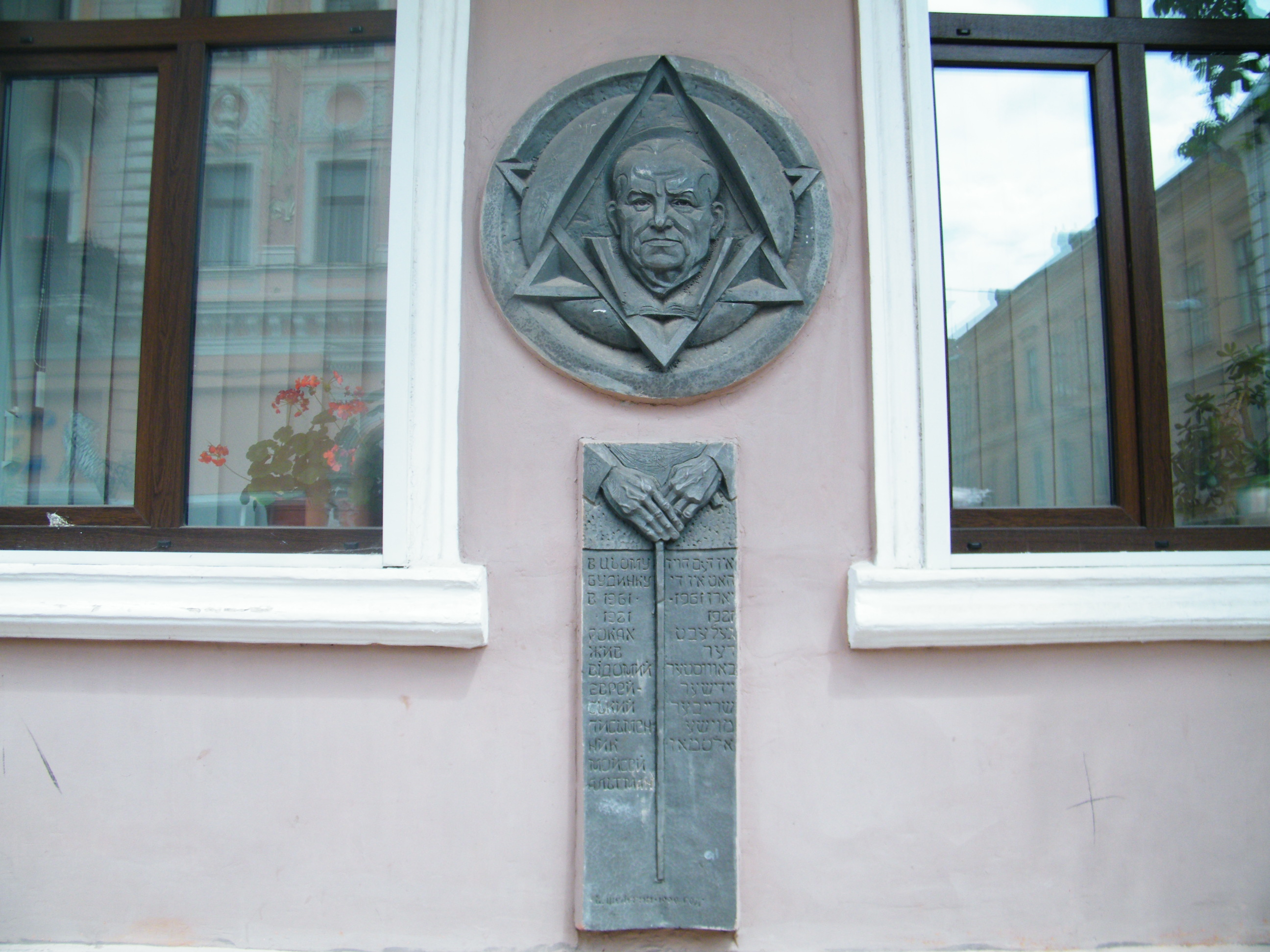
Gedenktafel für Mosche Altman

Mosche (Moses) Altman (* 8. Mai 1890 in Lipcany; † 21. Oktober 1981 in Czernowitz) war ein russischer jiddischer Schriftsteller.

## Leben
Altman entstammte einer Handwerkerfamilie. Er besuchte die jüdische Elementarschule in seinem Heimatstädtchen, dann bis 1908 das Gymnasium in Kamjanez-Podilskyj.
1914 veröffentlichte er seine ersten Gedichte in der Odessaer jiddischen Zeitung „unser lebn“. Seither publizierte er viel in jiddischen Presseorganen, vor allem als Erzähler und Dramatiker. Nachdem er in seiner Jugend in Rumänien, Frankreich und Brasilien gelebt hatte, ließ er sich Anfang der 1930er Jahre in Bukarest nieder. Dort redigierte er die jiddische Zeitschrift „die woch“. Bei dem wachsenden rumänischen Antisemitismus übersiedelte er 1940 nach Ion Antonescus Machtergreifung nach Chișinău in Moldova. Dort wurde er Sowjetbürger und Mitglied des sowjetischen Schriftstellerverbandes.
Zu Beginn des Zweiten Weltkrieges flüchtete er mit seiner Familie in die Tiefe der Sowjetunion. 1943/44 lebte er in Moskau. 1944 berief man ihn als Dramaturgen an das staatliche jiddische Goldblat-Theater in Czernowitz. Als ein Schriftstellerkollege ihn bald als jüdischen Nationalisten, Trotzkisten und Kosmopoliten („ein Westler!“) denunziert hatte, „entfesselte man gegen ihn eine beispiellose politische Hetze“ (Rychlo, Liubkivskyj). Am 16. April 1949 wurde er am helllichten Tag auf einer Czernowitzer Straße von NKWD-Männern verhaftet und nach Chișinău in ein Gefängnis verbracht. Nach kurzer Ermittlung mit vorgefassten Beschuldigungen verurteilte man den fast 60 Jahre alten Mann zu zehn Jahren „Sibirien“. Im Gulag Taischet, Oblast Irkutsk, lebte er unter schwierigsten Bedingungen bis 1955. Nach seiner völligen politischen und juristischen Rehabilitierung konnte er nach Czernowitz zurückkehren – als gebrochener Mann.
Als er starb, sah das sowjetische Regime in ihm einen krass ausgeprägten „Internationalisten“ und ließ ihn auf dem alten christlichen Friedhof von Czernowitz begraben. Man überging seinen letzten Wunsch, auf dem Jüdischen Friedhof (Czernowitz) neben seinem Freund Elieser Steinbarg bestattet zu werden.
Am Haus Nr. 23 in der Kobyljanska-Gasse, in dem er von 1961 bis 1981 wohnte, wurde 1990 eine Gedenktafel von dem Czernowitzer Künstler Jurij Schelegin angebracht.

## Werk

### Prosa
- Trugbild (blendenisch), 1926 (Erzählungen)
- Die Wiener Kutsche (di winer kareta), 1935 (Novellen)
- Medrisch Pinchas, 1936[1]
- Schmetterlinge (schmeterlingen), 1938[1]
- Die Wurzel (der worzl), 1949, Moskau 1959[2]

### Dramen
- Jephtes Tochter, 1947[3]

### Bearbeitungen
- Jizchok Leib Perez: An der Bußkette, 1946
- Abraham Goldfaden: Das zehnte Gebot, 1948

### Übersetzungen ins Jiddische
- Molière: Der Geizige
- Alexander Nikolajewitsch Ostrowski: Die schuldlos Schuldigen
- Lillian Hellman: Die kleinen Füchse
- Konstantin Simonow: Die russische Frage
- John Boynton Priestley: Ein Inspektor kommt

Für die jiddische Schauspielerin und Chansonsängerin Sidi Tal schrieb Altman Sketche (simche-we-sossel) und Lieder (Gavroche, John Bull). In seinen letzten Lebensjahren schrieb er in russischer Sprache an seinen Memoiren „Notizen eines Alten“. Seine Erinnerungen an den Gulag spielen darin eine große Rolle. Inzwischen sind Altmanns Erzählungen, Romane und Damen in mehreren Ländern erschienen.

## Quelle
- Peter Rychlo, Oleg Liubkivskyj: Literaturstadt Czernowitz, 2., verbesserte Auflage. Czernowitz 2009, S. 97–103